# Điện ảnh Kosovo
Điện ảnh Kosovo (tiếng Albania: Kinema e Kosovës, tiếng Serb: Биоскоп на Косову) là tên gọi ngành công nghiệp Điện ảnh của nước Cộng hòa tự trị Kosovo thuộc Serb.

## Vinh danh
- Liên hoan phim Quốc tế Priština (PRI Film Fest)